# Estadi de Kashima
L'Estadi de Kashima (en japonés: カシマサッカースタジアム) és un estadi de futbol de la ciutat de Kashima, a la Prefectura d'Ibaraki, Japó.
És l'estadi on juga de local el Kashima Antlers de la J-League. És un dels estadis on es va disputar la Copa del Món de futbol 2002.